# RU-16117
RU-16117（化学名：11α-甲氧基乙炔雌二醇，与莫克雌醇是11α-差向异构体）是一种雌激素类药物，用于治疗雌激素缺乏综合症，如骨质疏松和潮熱，从未上市销售。